# Woodlands (South Yorkshire)
Woodlands – wieś w Anglii, w hrabstwie ceremonialnym South Yorkshire, w dystrykcie metropolitalnym Doncaster. Leży 27 km na północny wschód od miasta Sheffield i 240 km na północ od Londynu.